# Résolution 1410 du Conseil de sécurité des Nations unies
Membres permanents
- Chine
- États-Unis
- France
- Royaume-Uni
- Russie

Membres non permanents
- Bulgarie
- Cameroun
- Colombie
- Guinée
- Irlande
- Mexique
- Maurice
- Norvège
- Singapour
- Syrie

Résolution no 1409 Résolution no 1411
La Résolution 1410 du Conseil de sécurité des Nations unies fut adoptée à l'unanimité le 17 mai 2002. Après avoir rappelé les résolutions antérieures sur le Timor oriental, en particulier les résolutions 1272 (de 1999), 1338 (de 2001) et 1392 (en) (de 2002), le Conseil a créé la Mission d'appui des Nations unies au Timor oriental (MANUTO) pour remplacer l'Administration transitoire des Nations unies au Timor oriental (ATNUTO).

## Résolution

### Observations
Le Conseil de sécurité a félicité le peuple est-timorais d’avoir conduit le territoire à l’indépendance et a salué le succès de la tenue d’élections législatives et présidentielles. Il s'est félicité des mesures prises par les dirigeants du Timor oriental pour établir de bonnes relations avec les États voisins, mais a noté que les institutions du territoire restaient fragiles et nécessitaient une assistance.
Il a accueilli favorablement la recommandation du Secrétaire général Kofi Annan de créer une mission qui succéderait à l’ATNUTO pendant deux ans. En outre, le Conseil a reconnu les défis à long et à court terme pour la sécurité et la stabilité du Timor oriental.

### Contenu
La MANUTO a été créée pour une période initiale de 12 mois à compter du 20 mai 2002. Son mandat était de fournir une assistance aux structures administratives de base, à l’application des lois, à la sécurité par intérim et de contribuer au maintien de la sécurité au Timor oriental. L'opération serait dirigée par le Représentant spécial du Secrétaire général et comprendrait une composante police de 1 250 officiers et une composante militaire comptant jusqu'à 5 000 hommes, dont 120 observateurs. Il a été demandé de donner effet aux programmes suivants:
- Stabilité, démocratie et justice;
- Sécurité publique et application de la loi;
- Sécurité extérieure et contrôle aux frontières.

Les progrès accomplis dans l’achèvement des programmes devaient être étudiés, la réduction de la taille de la MANUTO ayant lieu dès que possible. Le Conseil a en outre décidé que l'opération serait liée par les principes des droits de l'homme internationalement reconnus et qu'elle pouvait prendre toutes les mesures nécessaires pour s'acquitter de son mandat au titre du Chapitre VII de la Charte des Nations unies. Au bout d'une période de deux ans, la MANUTO devait déléguer les responsabilités opérationnelles aux autorités du Timor oriental.
La communauté internationale a été instamment priée de fournir une assistance lors de la mise en place du Service de police du Timor oriental et de la Force de défense du Timor oriental. Le Conseil s'est félicité des progrès accomplis entre le Timor oriental et l'Indonésie dans la résolution des problèmes et a souligné l'importance de la coopération entre les deux gouvernements.
Enfin, le Secrétaire général a été prié de tenir le Conseil informé de la situation, en lui faisant un rapport tous les six mois sur la question.